# Serge Mputu Mbungu
Serge Mputu-Bandu Mbungu, né le 21 mai 1980, est un footballeur congolais,.

## Carrière internationale
Le milieu de terrain était membre de l'équipe de football de la RD Congo au Congo.